# Studentenjob
Der Studentenjob ist ein Beschäftigungsverhältnis zwischen einem Arbeitgeber und einem studentischen Arbeitnehmer.

## Bedeutung für die Wirtschaft
Betrachtet man die Anzahl der Studenten in Deutschland und den relativen Anteil von Studenten, die während ihres Studiums gelegentlich oder regelmäßig jobben, erkennt man auch, dass diese Arbeitsverhältnisse einen bedeutenden Wirtschaftsfaktor für die Bundesrepublik Deutschland darstellen, zusätzlich zu den zahlreichen Praktika während eines Studiums.
Laut der 21. Sozialerhebung des Deutschen Studentenwerkes gingen 2016 69 % der studierenden Menschen einer Erwerbstätigkeit nach.
Es gibt Unternehmen, die gezielt ihre Standorte in Orten mit Hochschulen wählen, um überwiegend mit einer studentischen Belegschaft zu arbeiten, zum Beispiel Call-Center (Banken, Telefonunternehmen, Teleshopping usw.). Auch die Gastronomie arbeitet vielerorts vor allem mit studentischen Beschäftigten. In der Regel betreiben die Arbeitsämter in Hochschulstandorten eigene Außenstellen zur Vermittlung studentischer Arbeitskräfte.

## Soziale Situation
Studentenjobs haben diverse Vorteile: Es ergeben sich einige Beträge zur Finanzierung des Lebensunterhaltes oder eines Urlaubs. Darüber hinaus sammelt man Erfahrungen in der Berufswelt. Nach Möglichkeit sollten die Tätigkeiten der Beschäftigung aber fachspezifisch mit dem Studium zusammenhängen (siehe Werkstudium).
Tatsächlich kostet der Job aber auch Zeit und Kraft, die ein Studierender für das Studium benötigt. Von den Zuschüssen der Eltern oder des BAföG-Amtes wird der Studierende in der Regel trotz allem nicht unabhängig (unter Umständen subventionieren die Eltern also dem entsprechenden Arbeitgeber eine billige Arbeitskraft). Wenn sich das Studium deshalb länger hinzieht als geplant, kann der finanzielle Schaden durch den verzögerten Erwerbseintritt höher als der konkrete Zuerwerb sein, der durch das Studium erzielt wurde. Daher sollte ein studentischer Mitarbeiter darauf achten, zumindest auch einen Rentenversicherungsanspruch zu erwerben.
Kommt es zum Studienabbruch, ist auf eine Übernahme durch den Arbeitgeber nicht zu hoffen. Ähnlich wie bei einem Zivildienstleistenden, Auszubildenden oder Praktikanten fällt es einem Arbeitgeber nicht leicht, ein vielfach höheres Entgelt für dieselbe Person zu bezahlen, die eigentlich leicht ersetzbar sein sollte.

## Rechtliche Situation in Deutschland
Zunächst ist ein Arbeitsvertrag abzuschließen. Das Nachweisgesetz schreibt eine Frist von einem Monat nach Arbeitsbeginn und bestimmte Inhalte vor. Der Vertrag muss dabei z. B. Angaben zur Kündigungsfrist, zum Vertragsbeginn, zum Arbeitsort, zur Tätigkeit des Studenten, zur Zusammensetzung und Höhe des Entgeltes und zur Dauer des Urlaubs enthalten.
Die klassische Form der Beschäftigungsart ist das studentische Arbeitsverhältnis, das in Deutschland bis zu 20 Arbeitsstunden pro Woche während der Vorlesungszeiten erlaubt, wobei man gegenüber Kranken-, Pflege- und Arbeitslosenversicherung als versicherungsfrei gilt. Seit 1996 besteht für arbeitende Studenten in Deutschland eine Rentenversicherungspflicht.
Einige Arbeitgeber wählen die Variante, dass sie ein Arbeitsverhältnis über Minijob oder Midijob abschließen und die Abgaben (Rentenversicherung, Krankenversicherung) pauschal über die Bundesknappschaft abwickeln. Gesetzlicher Hintergrund sind die Gesetze für moderne Dienstleistungen am Arbeitsmarkt vom 1. Januar 2003.
Manche Arbeitgeber versuchen, die studentische Kraft als Freier Mitarbeiter zu beschäftigen, um ihre Pflicht zur Zahlung von Sozialabgaben zu vermeiden. Hier kann dann aber eine Scheinselbstständigkeit vorliegen.
Studentische Beschäftigte dürfen für gleiche Tätigkeiten nicht schlechter bezahlt werden als festangestellte Mitarbeiter (Gleichheitsgebot).
Die Fälligkeit des Arbeitsentgelts richtet sich nach den Regelungen im Arbeitsvertrag. Im Falle des Zahlungsverzuges ist das Arbeitsgericht zuständig.
Studentische Mitarbeiter haben Anspruch auf Entgeltfortzahlung im Krankheitsfall, Feiertagsvergütung und bezahlten Urlaub. Dieser Anspruch kann auch nicht im Vertrag abbedungen werden. Sofern es vertraglich vereinbart oder betriebsüblich ist, hat der Arbeitgeber auch Weihnachtsgeld zu zahlen. Für die Details sind hier neben den Gesetzen auch die innerbetrieblichen und tariflichen Vereinbarungen maßgeblich.
Der studentische Mitarbeiter genießt auch Kündigungsschutz.
Während ihrer Tätigkeit haben auch studentische Mitarbeiter ein Recht auf Arbeitsschutz (gegebenenfalls Arbeitsschuhe, Staubmasken, Lärmschutz usw.). Arbeitsunfälle müssen der Berufsgenossenschaft gemeldet werden, denn dies ist als Nachweis wichtig im Falle späterer gesundheitlicher Komplikationen.
Ein Anspruch auf ein Arbeitszeugnis besteht. Es sollte nicht nur die Dauer des Beschäftigungsverhältnisses beinhalten, sondern auch die Tätigkeiten nennen. Eine wohlwollende und vorteilhafte Abschlussformel ist es, dass man sich über ein Beschäftigungsverhältnis mit diesem Studenten in den nächsten Semesterferien freuen würde.
Mittlerweile nehmen die DGB-Gewerkschaften in der Regel Studenten als Mitglieder auf. Je nach Fachrichtung und Interesse besteht auch die Möglichkeit der Mitgliedschaft bei ver.di, IG Metall, IG BAU, IG BCE, GEW und die Gewerkschaft NGG. Als Gewerkschaftsmitglied hat man dort eine Art Rechtsschutz.
Aber auch die normalen Rechtsschutzversicherungen bieten oftmals niedrigere Tarife für Studenten. In Sachen Sozialabgaben erteilen auch die Krankenkassen Auskunft.

## Rechtliche Situation in der Schweiz
In der Schweiz gelten für Studentenjobs vergleichbare Bedingungen wie in Deutschland. Kernunterschied ist die Abwicklung und Betrachtung von Studentenjobs aus der Sicht der Sozialversicherungen. Dabei müssen Anstellungen bei Unternehmen von Anstellungen in Privathaushalten unterschieden werden. Bei Unternehmen gelten grundsätzlich alle Anstellungen, die unterhalb einer Freigrenze von 2.300 CHF pro Jahr liegen, als befreit von der Sozialversicherungspflicht.
Im Gegensatz hierzu sind Anstellungen in Privathaushalten grundsätzlich sozialversicherungspflichtig.